# Гамбург-Шнельзен
Шнельзен (нім. Schnelsen) — частина району Аймсбюттель вільного та ганзейського міста Гамбург. До 1937 року він належав до округу Піннеберг і тому був частиною провінції Шлезвіг-Гольштейн у колишній Пруссії. У 1937 році, за часів нацистської Німеччини, після прийняття «Закону про Великий Гамбург» Шнельзен став частиною Гамбурга..